# Kalle Jokinen (född 1961)
Kalle Johannes Jokinen, född 7 augusti 1961 i Koskis, är en finländsk samlingspartistisk politiker. Han är ledamot av Finlands riksdag sedan 2009. Jokinen är polis.
Jokinen blev omvald i riksdagsvalet 2015 med 5 728 röster från Tavastlands valkrets.